# 11 de Enero
11 de Enero es un caserío peruano ubicado en el distrito de Sullana, perteneciente a la provincia homónima del departamento de Piura, al norte del Perú. 

## Ubicación
11 de Enero se ubica al suroeste de la provincia de Sullana, en el distrito homónimo, en el departamento de Piura. 

## Demografía
En 2017 11 de Enero tenía una población de 159 habitantes.